# Francisco Guterres
Francisco Guterres da Costa, popularmente conocido como Lú-Olo (Viqueque, 7 de septiembre de 1954) es un profesor, exguerrillero y político de Timor Oriental, presidente del país desde el 20 de mayo de 2017 hasta el 20 de mayo de 2022. Es también el presidente del Frente Revolucionario de Timor Oriental Independiente (FRETILIN). Fue presidente del Parlamento Nacional de Timor Oriental de 2002 a 2007. Había concurrido a las elecciones presidenciales como candidato del FRETILIN en las elecciones presidencciales de 2007 y las de 2012 pero había sido derrotado en la segunda vuelta por candidatos independientes en ambas ocasiones. En las elecciones presidenciales de 2017 recibió el apoyo del anterior primer ministro Xanana Gusmão y del Congreso Nacional de Reconstrucción de Timor del Este y logró el 57 % de los votos en primera vuelta.

## Trayectoria
Nacido en el seno de una familia humilde de la ciudad de Viqueque en el año 1, en el distrito homónimo de la entonces colonia portuguesa de Timor-Leste, fue el sexto de los ocho hijos de Felix Guterres y Elda da Costa.
Comenzó a estudiar en el Colegio de Santa Terezinha de Ossú en 1963 y nueve años más tarde se trasladó a Dili para completar la enseñanza. En 1973 regresó a su pueblo natal como profesor del Colegio de Santa Terezinha. El 25 de abril de 1974, la llamada Revolución de los Claveles derroca la dictadura salarazista y propicia la independencia de las colonias lusas. Guterres toma posición política y se inscribe en la Asociación Democrática Social de Timor, el embrión del Frente Revolucionario por un Timor Independiente (Fretilin), histórico partido timorense que luchó contra la ocupación indonesia.
En 1975 tras la anexión de Timor Oriental por Indonesia Guterres se una a la guerrilla y adopta el nombre de guerra Lú-Olo. En una Conferencia Extraordinaria del FRETILIN en Sídney, Australia en 1998, Guterres fue nombrado Coordinador General del Consejo de Resistencia Armada.
En 1999 la ONU dirigió una transición hacia la independencia. Guterres no se desarmó hasta el 2000 cuando Indonesia se retiró del territorio. Se ocupó de reorganizar el Fretilin, y en julio del 2001 fue elegido presidente del comité central.
El 30 de agosto de 2001, se celebraron elecciones para elegir el primer Parlamento del país naciente y el Fretilin gana 57 de los 88 escaños del nuevo legislativo. Guterres fue elegido miembro de la Asamblea Constituyente en agosto de 2001 y fue elegido presidente del Parlamento Nacional cuando Timor Oriental obtuvo la independencia en 2002.
Durante los próximos quince años, Guterres prosigue su carrera política como Lú-Olo y retoma su educación.
En 2005, se inscribe en la facultad de Derecho de la Universidad Nacional de Timor Oriental y recibe la titulación el 24 de abril de 2012.
En las elecciones presidenciales de 2007, Guterres fue el candidato del FRETILIN. Algunos miembros de la formación culparon sin embargo a Guterres de la crisis y apoyaron al primer ministro José Ramos-Horta, quién concurría como candidato independiente. En la primera vuelta electoral Guterres logró el primer puesto con el 27.89 % del voto. Él y Ramos-Horta participaron en la segunda vuelta en mayo y Guterres perdió con 31 % del voto frente al 69 % para Ramos-Horta, otro líder histórico de la resistencia. Guterres reconoció el resultado y felicitó a Ramos-Horta. En junio de 2007 liderando la lista del FRETILIN es reelegido diputado en el parlamento.
En 2012, vuelve a presentarse a las presidenciales y vuelve a caer, en segunda ronda, ante José María Vasconcelos, otro líder histórico de la resistencia que combatió con el nombre de guerra de Taur Matan Ruak.
En 2017, concurre de nuevo a las presidenciales, pero en esta ocasión cuenta, además de con el apoyo del Fretilin, con el respaldo del partido de Xanana Gusmao, el Congreso Nacional de Reconstrucción de Timor Oriental (CNRT), y gana en primera ronda con el 57 % de los votos.

## Vida personal
| Predecesor: Taur Matan Ruak | Presidente de la República Democrática de Timor Oriental 2017-2022 | Sucesor: José Ramos-Horta |